# 瀬尾タクヤ
瀬尾 タクヤ（せお タクヤ、本名・旧芸名：瀬尾 卓也〈読み同じ〉、1984年5月28日 - ）は、日本の俳優。埼玉県出身。明治大学商学部卒業。2018年3月31日をもってドルチェスターを退社し、現在はフリーで活動。2020年から自身でプロデュース公演を行い、2023年4月株式会社エイジポップを設立。

## 来歴・人物
- 明治大学在学中にサンミュージックの養成所に通う。
- 演劇研究部、通称「明大劇研」に入部。初舞台を踏む。
- 2019年、「実は僕結婚しておりまして、二児の父親やらせて貰っています」とSNSで結婚発表。結婚時期と子供の年齢は不明。
- 2020年、初プロデュース舞台『QUINTET 〜ゲーム会社SHIMAZ運命の10日間〜』公演。
- 2023年、株式会社エイジポップを設立。

## エピソード
2008年、俳優の先輩からドラマ『北の国から』を観るように勧められ、『北の国から』の脚本家、倉本聰に師事。倉本に毎月手紙を書くようになる。返事が無いまま2010年、銀河劇場にて富良野GROUP公演『谷は眠っていた』を観劇。その後、ロビーでサイン会をしていた倉本に「舞台に出して下さい」と頭を下げるが一蹴。それでも、なお引き下がらず頼み込むと、「プロフィールを送ってくれ」とのことだったため、その日のうちに北海道の富良野にある事務所にプロフィールを送るも出演は叶わず。その後も手紙を送り続け、ついに倉本聰脚本・演出の富良野GPOUP公演『歸國』で水間光次役にて初出演。その後も同劇団の『マロース』『明日、悲別で』と参加する。
2015年、池田一真（しずる）主演『UBUGOE 〜voice of comedy〜vol.2』に出演した際に、2700 (お笑いコンビ)の八十島弘行が観劇しており、2015年7月10日『UBUGOE〜voice of comedy〜vol.5』の八十島脚本の朗読劇に、八十島本人より指名を受ける。その後、2700がプロデュースを務める、女塾オールスターズのメジャーデビュー曲「ラッパーと過ごした2年間の日々」（2015年8月5日リリース）が元となった朗読劇に、ラッパー役として抜擢される。
2023年より劇団ミュのプロデューサーを務める。

## 出演

### 映画
- さよならエリュマントス大野大輔監督
- 辻占恋慕大野大輔監督
- お別れの歌柴田啓佑監督
- ブレイブ-群青戦記- 本広克行監督
- ハイタイム 今泉力哉監督
- 空人 小沼雄一監督
- ダブルミンツ 内田英治監督
- ボーダーライン 渡辺武監督)
- 紅葉橋 石川二郎監督/堤 泰之脚本
- テラリウムロッカー 葛里華監督
- 牙狼〈GARO〉 神ノ牙-KAMINOKIBA-（2018年、雨宮慶太監督）

### ドラマ
- 零のかなたへ〜THE WINDS OF GOD〜（2005年、ABC）
- 世にも奇妙な物語25周年スペシャル・春（2015年、フジテレビ）
- ゲキカラドウ（2020年、テレビ東京）
- あなたは一宮モーニングで謎を解く（2021年2月28日、中京テレビ） - 酒野宙読 役

### 舞台
2008年
- 3時間堂「三人姉妹」 作/A・チェーホフ、演出/黒澤世莉
- 10月、電動夏子安置システム「笑うフレゴリ」 作・演出/竹田哲士
- 9月、柿喰う客「悪趣味」 作・演出/中屋敷法仁(シアタートラム)

2009年
- 12月、「MOTHERマザー〜特攻の母　鳥濱トメ物語」 作・演出/藤森一郎(新国立劇場)

2010年
- 5月〜12月、ミュージカル「アラジンと魔法のランプ」 作・演出/秋葉大介 【主演】

2011年
- 4月、朗読劇「盲導犬サフィー、命の代償」 主演/入川保則
- 6月〜7月富良野GROUP「歸國」 作・演出/倉本聰(富良野演劇工場ほか、全国ツアー)

2012年
- 1月、「マロース」 作・演出/倉本聰
- 7月、「明日、悲別で」 作・演出/倉本聰(富良野演劇工場ほか、東北ツアー)
- 9月、腹筋企画 「スクランブルエッグ」 作・演出/腹筋善之介
- 10月、腹筋企画 「ピロリーキング」 作・演出/腹筋善之介
- 11月、aji「“椿姫”」 作/金子久美、演出/島貴之

2013年
- 1月〜3月、富良野GROUP 「明日、悲別で」 作・演出/倉本聰(富良野演劇工場ほか、全国ツアー)
- 4月、「マカロニ」 作・演出/伊藤裕一 【主演】
- 8月〜9月、「激動」 演出/ダニエル・ゴールドスタイン、主演/水川あさみ(新国立劇場)
- 10月、電動夏子安置システム三劇場連動公演「檻の中にいるのはお前の方」「机の上ではこちらが有利」「随分と線引きの甘い地図」 作・演出/竹田哲士(シアターグリーン全館)

2014年
- 1月〜3月、「マロース」 作・演出/倉本聰(光が丘IMAホールほか、全国ツアー)
- 10月、「デッドorアライブorアルバイト」 作・演出/ますもとたくや

2015年
- 3月、「UBUGOE-voice of comedy-vol.2」 作/八十島弘行（2700）主演/しずる
- 5月、「未来を知る男」 作・演出/金井寛 【主演】
- 6月、「元カレ」 作/保木本真也、演出/岡本貴也(六行会ホール)
- 6月、「Cooking Love〜隠し味はウソ少々〜」  作・演出/鄭光誠
- 7月、「UBUGOE-voice of comedy-vol5」 作/八十島弘行(2700)他。主演/福田充徳(チュートリアル)
- 8月、「はい、どーも！夏休みチャンピオン祭り〜コブラの乱〜」 インプロ公演。主催/タイソン大屋
- 8月、「しずる館Festival 2015 in亀有」 作/荒木太郎、岡本直樹。出演/しずる]、2700、はんにゃ、小嶋菜月(AKB48)他。
- 11月、「タラレバ！！捜査会議室は張り込み部屋？！」 作・演出/荒木太朗(銀座みゆき館劇場)
- 12月、「フレッシュとおっさん」トーキョーハイライトマイルド旗揚げ公演 作・演出/諸岡立身(下北沢駅前劇場)

2016年
- 1月、「HOLD THEM」 作・演出／伊藤裕一 【主演】
- 3月、Solid Starプロデュース「ヨビコー!!〜You be cool〜」 作・演出/白柳力（六行会ホール）
- 4月、「人間風車」作/後藤ひろひと 演出/岡本貴也（六行会ホール）[3]
- 5月、山田ジャパン「ソリティアが無くなったらこの世は終わり」 作・演出/山田能龍
- 6月、「ふらちな侍」 演出/Kいち
- 7月、「チャペルで会いましょう」 作・演出/荒木太朗
- 8月、「口紅」 演出/和田憲明(赤坂レッドシアター)

2017年
- 1月、「ジュブナイル」 演出：吉田武寛(シアター1010)[4]
- 2月、｢ブレインズグラフィティ｣ (さいたま芸術劇場小ホール)
- 4月、｢森下仁丹プレゼンツ 第三水曜即興芝居2017『こんなはずじゃなかった。〜第四節〜』｣ (下北空間リバティ)
- 5月、｢空焚き｣ 作・演出/関野翔太(中野スタジオあくとれ)
- 7月、「ドブ恋8」 演出/金沢知樹(千本桜ホール)
- 7月、「YASOSHIMA  Theater ~新しい演劇の世界へようこそ」 作/八十島弘行(2700)演出/荒木太朗
- 8月、朝劇 西新宿「恋の遠心力」 作/岡本貴也　演出/野村龍一
- 8月、「サスペリア」 作・演出/A・ロックマン(千本桜ホール)
- 9月、「NO TRAVEL NO LIFE」 作・演出/吉田武寛(シアターグリーン)
- 9月、コメディ舞台「完全犯罪」 作/加藤歩（ザブングル）、岡安章介（ななめ45°）、八十島弘行（2700）演出/八十島弘行（2700） 、吉田武寛（LIPS*S,ILLUMINUS）、鄭光誠
- 10月、「まわれ！無敵のマーダーケース」 作・演出/羽仁修(新宿サンモールスタジオ)
- 12月、「音楽劇　夜曲」原作/横内謙介 演出/西田大輔、脚色/岡本貴也(東京芸術劇場プレイハウス)[5]

2018年
- 2月、「佐山家シンフォニア」 作・演出/荒木太朗(テアトルBONBON 中野ポケットスクエア)
- 5月、アンミカ case.1「unravel」 脚本/菊川はる、脚色/若宮亮、演出/私オム(新宿村LIVE)
- 5月、舞台「家族のはなし」 原作/鉄拳、脚本・演出/吉田武寛(IMAホール)
- 6月、舞台「バクステ」 作/堤泰之、演出/川本成(赤坂RED/THEAER)
- 11月、「アメコミリーグビギンズ」 脚本・演出/ますもとたくや出演/なだぎ武

2019年
- 2月、劇団ハーベスト 第15回公演「肉体改造クラブ・女子高生版」 演出/中村公平
- 4月、「舞台 PSYCHO-PASS サイコパス Virtue and Vice」 脚本/深見真、演出/本広克行(日本青年館ホール)
- 4月、「バクステ！！」 作/堤泰之、演出/川本成(赤坂RED/THEAER)
- 7月、「古~inishie~」 作/池谷雅夫、演出/私オム(シアターサンモール)
- 10月、「ハリトビ」 作・演出/堤泰之、(シアターサンモール)

2020年
- 8月、「バクステ！3rd stage」 作/堤泰之、演出/南鳩史之(赤坂RED/THEAER)
- 10月、「QUINTET〜ゲーム会社SHIMAZ運命の10日間〜」作／北野貴章、演出／瀬尾タクヤ（アトリエファンファーレ東新宿）

2021年
- 11月、「蜜蜂のクビレ」作•演出/堤泰之(赤坂RED/THEAER)
- 12月、「ニュー熱海国際ホテル」作• 北野貴章/企画・演出• 瀬尾タクヤ(ウッディーシアター中目黒)

2022年
- 4月、「海へ」作• 赤堀雅秋/演出• 鈴木裕美(俳優座劇場)
- 11月、「セーブ・ザ・ダディ〜VIVID CONTACT事件簿〜」作• 福田晶平/演出• 泉知束(恵比寿・エコー劇場)
- 12月、「ニュー熱海国際ホテル2022」作• 北野貴章/企画・演出• 瀬尾タクヤ(シアターサンモール)

2023年
- 8月、「蝉灯す」作/演出 私オム(草月ホール)

2025年
- 11月、「新 画狂人北斎 -2025-」作/池谷雅生、演出/宮本亞門（紀伊國屋ホール 他）[6]

### テレビ番組
- 中居正広の金曜日のスマイルたちへ・スペシャル<ヒロミ波瀾万丈、禁断の恋・・沈黙の10年間>（2017年4月、TBS） - 吉野晃章役
- 有田哲平の夢なら醒めないで（2018年11月、TBS） - 小手伸也役
- 有田哲平の夢なら醒めないで（2019年2月、TBS） - 小手伸也役
- しくじり先生 お笑い研究部（2019年10月、AbemaTV） - 強盗役
- 東京ベイビーボーイズ9（2020年8月、テレビ朝日） - 瀬尾P役
- 東京ベイビーボーイズ9 生放送SP」（2020年12月、テレビ朝日） - 瀬尾P役
- そだてれび・ドラマ「僕らのウォーキングデッド」（2022年、テレビ朝日）
- おるおるオードリー（2022年9月、テレビ朝日） - 熱波師役

### その他
- 佐久間宣行のNOBROCK TV「ONE PIECE公認ドッキリ」 （2024年8月11日、YouTube） - ニセ尾田栄一郎 役

## プロデュース作品
- 2020年10月、インタラクティブ舞台シリーズvo.1「QUINTET〜ゲーム会社SHIMAZ運命の10日間〜」作／北野貴章、プロデュース•演出／瀬尾タクヤ
- 2021年12月、「ニュー熱海国際ホテル」作／北野貴章、プロデュース•演出／瀬尾タクヤ(ウッディーシアター中目黒)
- 2022年12月、「ニュー熱海国際ホテル2022」作／北野貴章、／プロデュース•演出•瀬尾タクヤ(シアターサンモール)
- 2023年11月、「朗読劇 エダニク」作／ 横山拓也 、プロデュース／瀬尾タクヤ（座•高円寺2)
- 2023年11月、「白虎隊ザ•アイドル」作•／岡本貴也 、プロデュース／瀬尾タクヤ、宮下貴浩、清水一輝（シアターサンモール）
- 2024年1月、劇団ミュ旗揚げ公演「ミュージカル　Liebe シューマンの愛した人」作•演出／岡本貴也 、プロデュース／瀬尾タクヤ（シアター711）
- 2024年10月、劇団ミュ「ミュージカル 추 락 —墜落— 」作•演出／岡本貴也 、プロデュース／瀬尾タクヤ（ウッディシアター中目黒）
- 2024年11月、朗読劇「父と暮せば」作／井上ひさし、演出／岡本貴也、プロデュース／瀬尾タクヤ（新宿シアタートップス）
- 2025年2月、劇団ミュ「ミュージカル 初恋」作・演出／岡本貴也 、プロデュース／瀬尾タクヤ（ウッディシアター中目黒）